# Selección femenina de golbol sub-18 de Reino Unido
La selección femenina de golbol sub-18 de Reino Unido es el equipo nacional juvenil femenino de Reino Unido. Participa en competiciones internacionales de golbol.

## Campeonatos del mundo
Los Campeonatos del Mundo Juveniles de 2005 se llevaron a cabo en Colorado Springs , Colorado . El equipo fue uno de los tres equipos que participaron y terminaron segundos en la general.